# Mihályháza, Veszprém
Mihályháza  este un sat în districtul Pápa, județul Veszprém, Ungaria, având o populație de 794 de locuitori (2011). 

## Demografie
Componența etnică a satului Mihályháza
     Maghiari (98,05%)
     Romi (1,95%)
Componența confesională a satului Mihályháza
     Reformați (31,86%)
     Luterani (22,54%)
     Romano-catolici (20,4%)
     Fără religie (7,81%)
     Necunoscută (17,38%)
Conform recensământului din 2011, satul Mihályháza avea 794 de locuitori. Din punct de vedere etnic, majoritatea locuitorilor (98,05%) erau maghiari, cu o minoritate de romi (1,95%). Nu există o religie majoritară, locuitorii fiind reformați (31,86%), luterani (22,54%), romano-catolici (20,4%) și persoane fără religie (7,81%). Pentru 17,38% din locuitori nu este cunoscută apartenența confesională.